# Альбуш (Нюмбрехт)
См. также другие значения слова Альбуш
Альбуш (нем. Ahlbusch) — небольшой населённый пункт хуторского типа в пределах коммуны Нюмбрехт (район Обербергиш, Северный Рейн-Вестфалия, Германия). 

## Географическое положение и описание

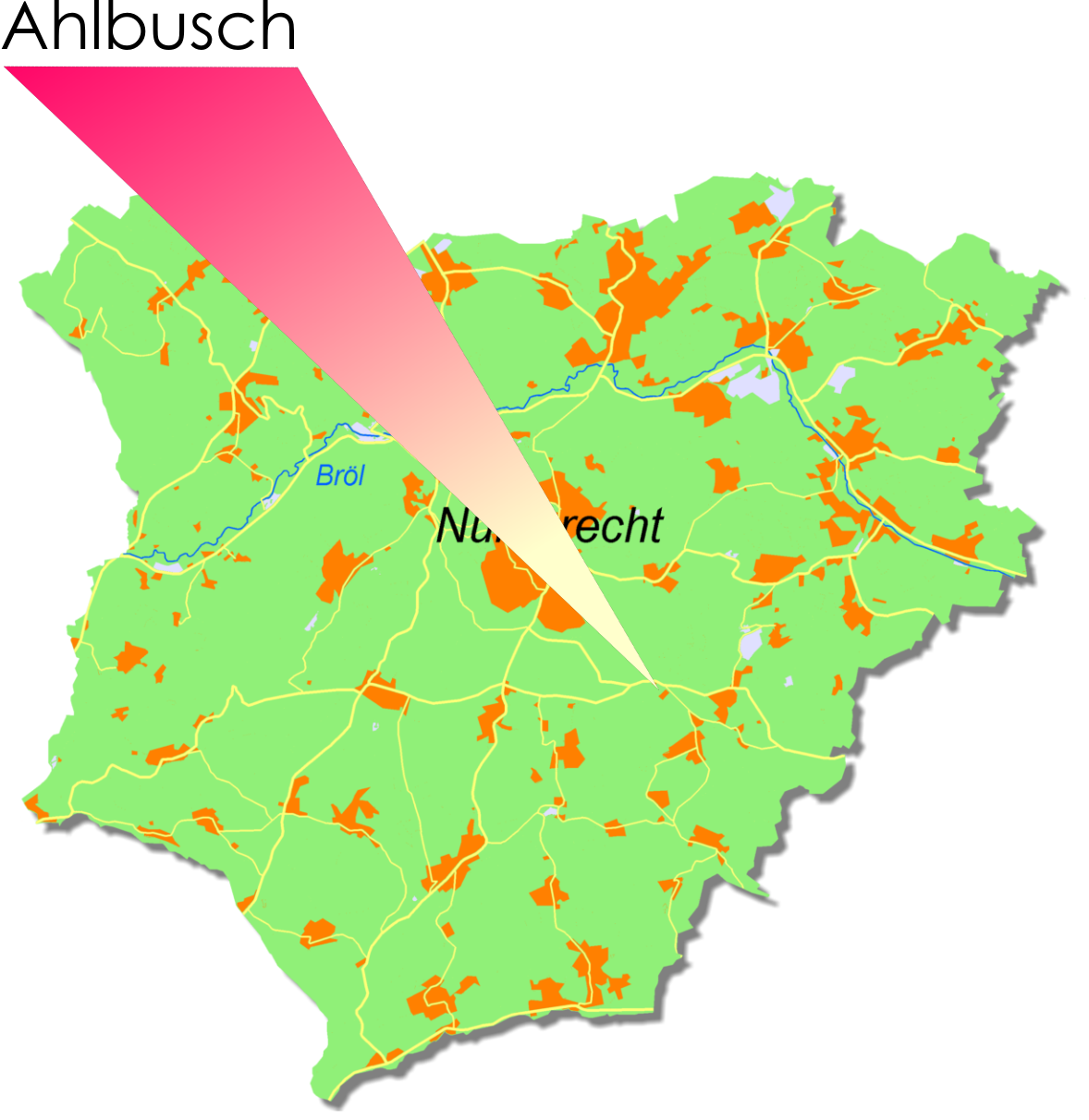
Поселение Альбуш на карте коммуны Нюмбрехт

### Общая информация
Поселение Альбуш расположен между поселениями Нюмбрехта Одингхаузеном на севере и Хёмелем на юге, на автодороге земельного значения L38. Центр Нюмбрехта находится примерно в 1,7 км к северо-востоку от поселения по прямой.
В ландшафтном (природно-территориальном районировании) поселение расположен в природном районе Вильбергланд (339.2), относящемся к территории Рейнских Сланцевых гор.
На юго-западе Альбуша начинается долина и отсюда истекает водоток Альбушензифен. На западе расположен природоохранный биотоп «Лаубвальд ам Гальгенбуш» (BK-5111-019).

## Экономическая деятельность
Жители поселения заняты или в сельском хозяйстве (в том числе цветоводство) или сдают квартиры в период отпусков, поскольку Альбуш расположен в климатической курортной зоне Северного Рейна-Вестфалии.

## Общественный транспорт
На земельной дороге L38 находится остановочный пункт Альбуш (Ahlbusch) автобусных линий 302 и 346. Часть автобусов линий работают только в дни школьных занятий.
- Линия 302: Гуммерсбах ж.д. вокзал — Вальдбрёль автостанция (автобусный перевозчик OVAG).[5]
- Линия 346: Нюмбрехт автостанция — поселение Харшайд (Harscheid). Только в учебные школьные дни.[6]

## Туризм
Через поселение Альбуш проложен кольцевой не маркированный туристский «Семейный маршрут» (Familienroute), протяженностью 10 км и с небольшим перепадом высот. Маршрут имеет региональное значение, ориентирован не только на жителей Нюмбрехта и Бергишес-Ланд, но и Кёльна. Маршрут рассчитан как на пешеходов, так и на велосипедистов и наиболее оптимальное время его прохождения с марта по октябрь.
Отправная и конечная точка — Нюмбрехт:
| Название маршрута                | Маркировка | Линия маршрута | Протяжённость |
| Семейный маршрут (Familienroute) | нет        | Нюмбрехт (ратуша/Rathaus) – Курортный парк Нюмбрехт (Kurpark Nümbrecht) – Одингхаузен (Ödinghausen) – Дистелькамп (Distelkamp) – Брух (Bruch) – Грётценберг (Grötzenberg) – Хаммермюле (Hammermühle) — Дринзаль (Drinsahl) – Виртенбах (Wirtenbach) — Альбуш (Ahlbusch) – Одингхаузен — Нюмбрехт. | 10 км         |